# Philodendron imbe
Philodendron imbe é uma planta pertencente a família Araceae, que recebe várias denominações regionais, como curuba, tracoá, tajaz-de-cobra, folha-de-fonte e imbé, sendo a última denominação a mais comum. É geralmente utilizada como planta ornamental.

## Características

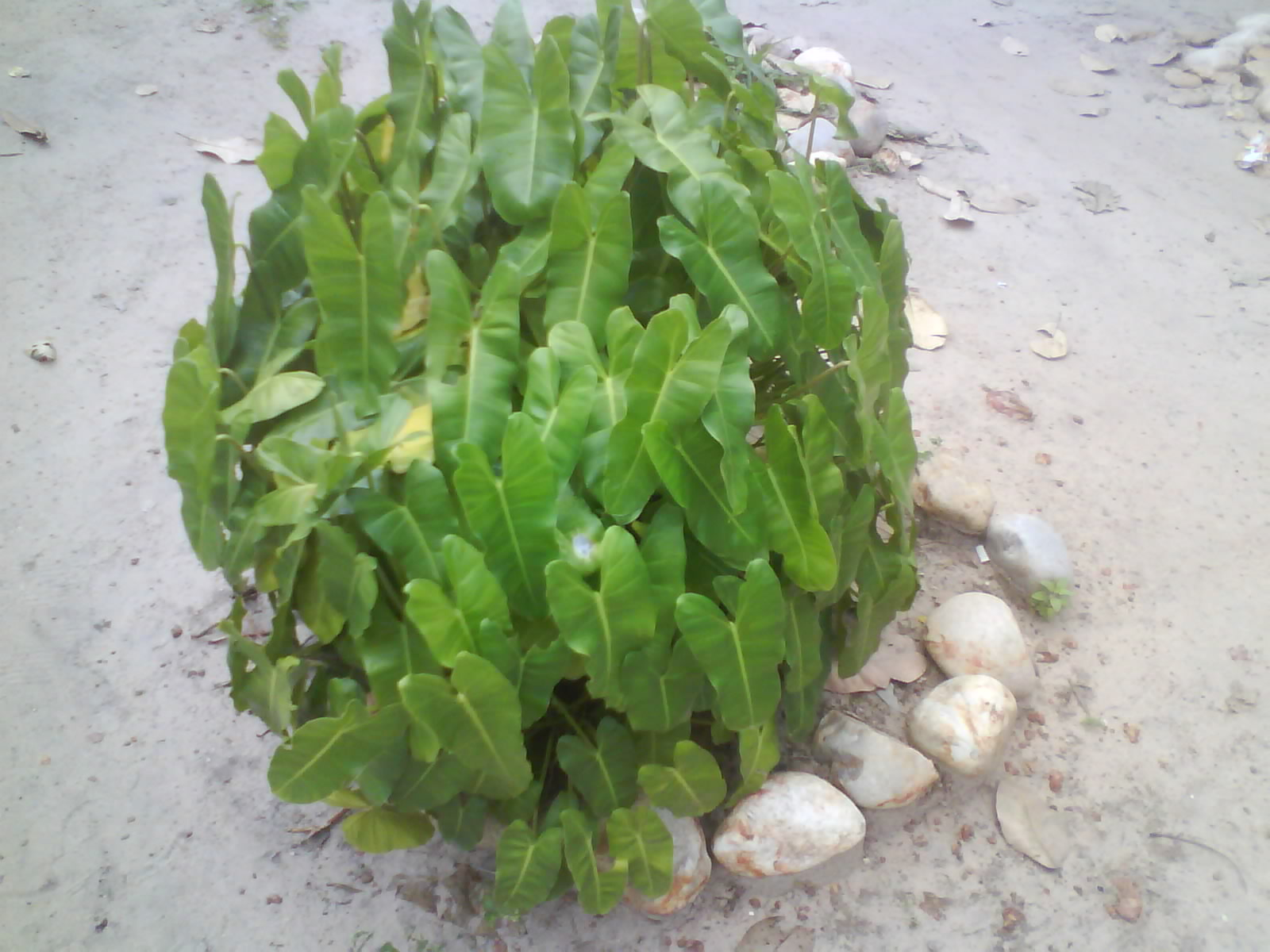
Imbé usado na onamentação da entrada do Campus do Pici, na UFC, em Fortaleza

- Herbácea escandente, perene, vigorosa, com folhagem densa e decorativa.
- Folhas em formato cordiforme, alongadas, glabras, brilhantes, coriáceas e muito duráveis.
- Flores geralmente raras.

## Formas de cultivo
- Geralmente apoiada em troncos de árvores ou palmeiras, a meia-sombra ou sombra total, em canteiros permeáveis.
- Vasos e jardineiras caseiros.
- Não tolera baixas temperaturas.
- Apresenta maior vigor de crescimento em regiões quentes e úmidas.
- Multiplica-se facilmente por estacas em qualquer época do ano.

## Ocorrência
Restingas litorâneas, matas de tabuleiro e chapadas das regiões Norte, Nordeste e Sudeste.